# Ravenelia indigoferae
Ravenelia indigoferae är en svampart som beskrevs av Tranzschel & Dietel 1894. Ravenelia indigoferae ingår i släktet Ravenelia och familjen Raveneliaceae.   Inga underarter finns listade i Catalogue of Life.